# Forteresse de Visoki
La forteresse de Visoki se trouve en Bosnie-Herzégovine, sur le territoire de la ville de Visoko et dans la municipalité de Visoko. Elle remonte au Moyen Âge et est inscrite sur la liste des monuments nationaux de Bosnie-Herzégovine.

## Description

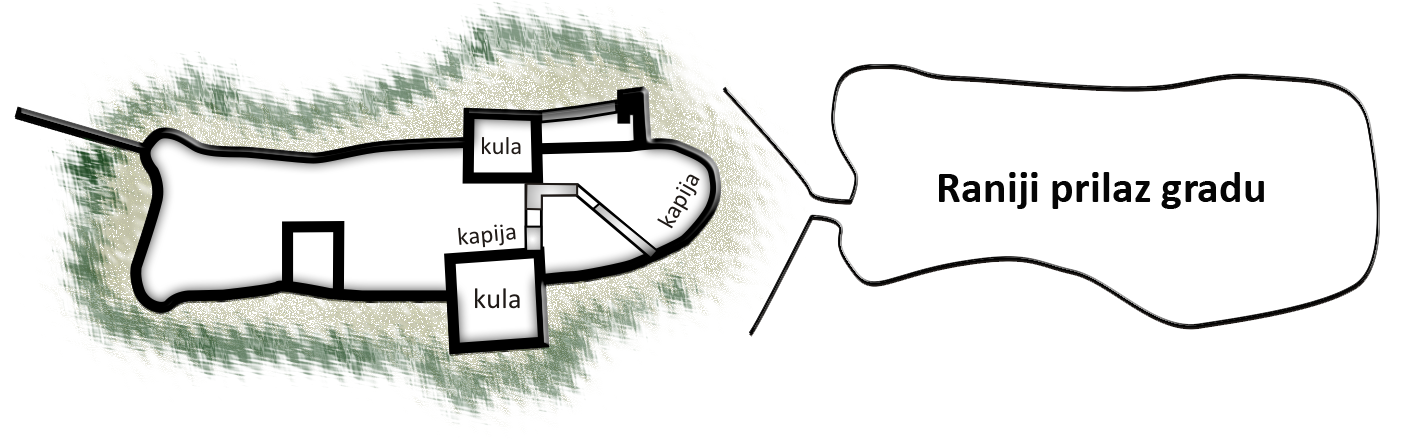
Plan de la forteresse